# Плас д’Итали (станция метро)
Плас д’Итали (фр. Place d'Italie) — крупный пересадочный узел Парижского метрополитена, включающий в себя залы линий 5 (конечная станция линии), 6 и 7.

## Описание
Платформы трех линий были оформлены в стиле Андре Мотта: в оформлении зала линии 5 преобладает жёлтая гамма, в зале линии 6 применены тёмно-синие оттенки и зелёная гамма в зале линии 7. В 2010-х годах было проведено обновление дизайна станций.

## Хронология развития
- 24 апреля 1906: открытие участка Пасси — Плас д’Итали (тогда в составе 2 Южной линии)
- 2 июня 1906: открытие участка линии 5 Плас д’Итали — Гар д’Остерлиц
- 14 октября 1907: присоединение 2 Южной линии к линии 5
- 1 марта 1909: пуск линии 6 от Плас д’Итали до станции Насьон
- 15 февраля 1930: открытие участка Одеон — Порт д’Итали. В то время участок входил в состав линии 10
- 26 апреля 1931: участок Плас Монж — Порт д’Итали перешёл в состав линии 7, перегон Плас Монж — Кардинал Лемуан выведен из эксплуатации.
- 6 октября 1942: участок Плас д’Итали — Шарль де Голль — Этуаль перешёл в состав линии 6; это изменение окончательно сформировало современную конфигурацию пересадочного узла

### Анализ пассажиропотока
По статистике Синдиката транспорта Иль-де-Франса, в 2004 году пассажиропоток пересадочного узла составил около 13,1 миллионов человек. В 2011 году, по данным RATP, пассажиропоток по входу составил 12 168 442 человек. В 2013 году пассажиропоток несколько снизился и составил 11 534 907 человек, что вывело пересадочный узел на 16 место в Парижском метро по данному показателю.

## Достопримечательности
- Администрация XIII округа Парижа
- Деловой центр «Итали Дё» (фр. Italie Deux, Italie 2)

## Путевое развитие
Пересадочный узел включает в себя крупную развязку рельсовых путей, сложившуюся в силу исторических причин:
- Оборот поездов линии 5 представляет собой разворотную петлю, кольцо которой раздваивается на два пути, между которыми расположена платформа. Перед въездом на станцию линии 5 расположен поворот в ателье д’Итали, обслуживающее линию 6. Также сохранился один из съездов с линии 5 на линию 6, примыкающий к разворотной петле перед самой платформой. На середине перегона Плас д’Итали — Кампо Формио располагаются пошёрстный съезд и примыкание ССВ с линии 7 (направление Тольбиак — Кампо Формио).
- На перегоне Корвизар — Плас д’Итали располагаются пошёрстный съезд и съезды с линии 6 на линию 5 и в ателье д’Итали. Ещё один пошёрстный съезд располагается на перегоне Пляс д’Итали — Насьональ.
- К югу от станции линии 7 располагается пошёрстный съезд. На середине перегона Плас д’Итали — Толбиак начинается ССВ на линию 5 (направление Толбиак — Кампо Формио).

## Галерея

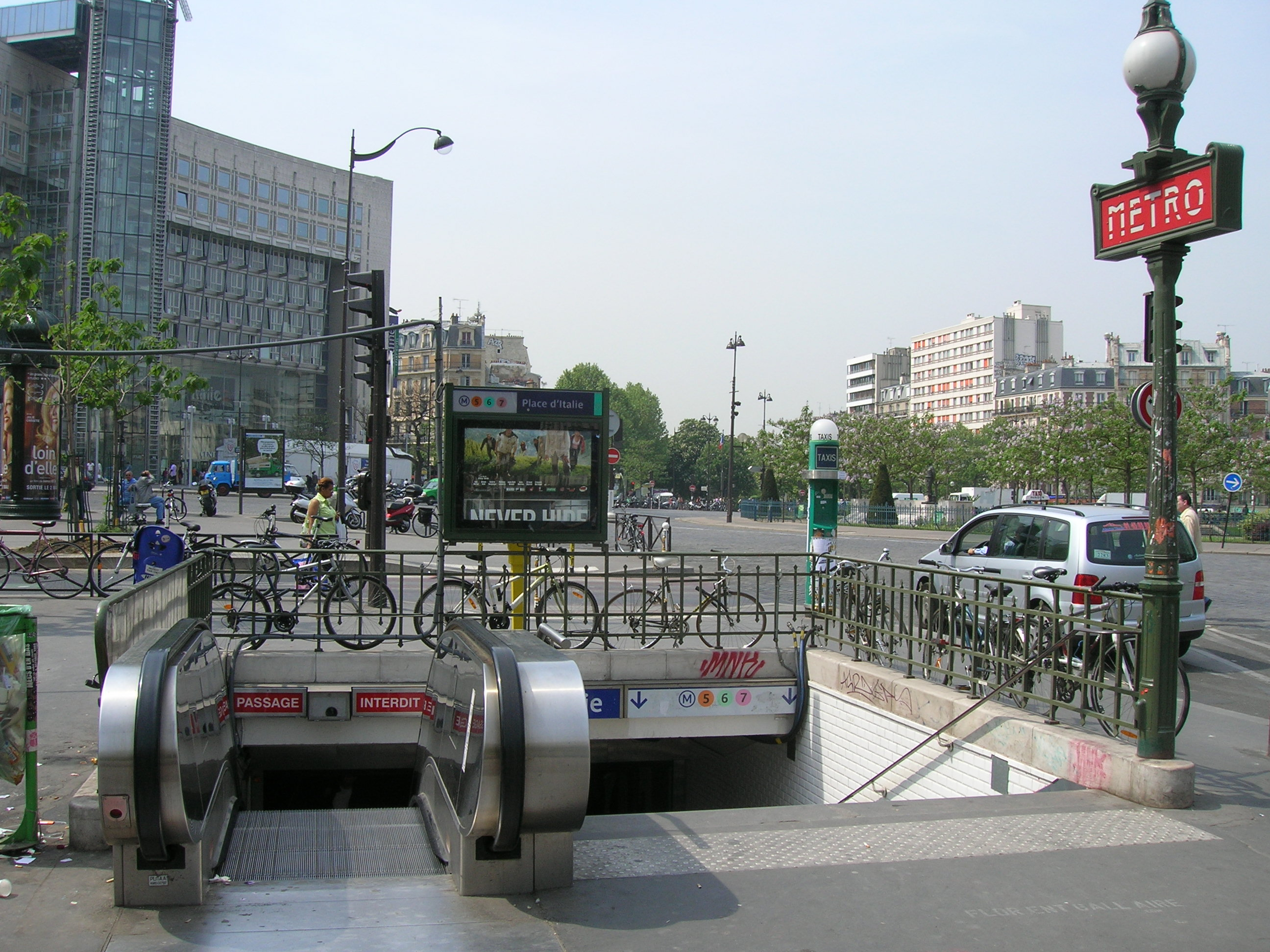
Лестничный сход с эскалатором
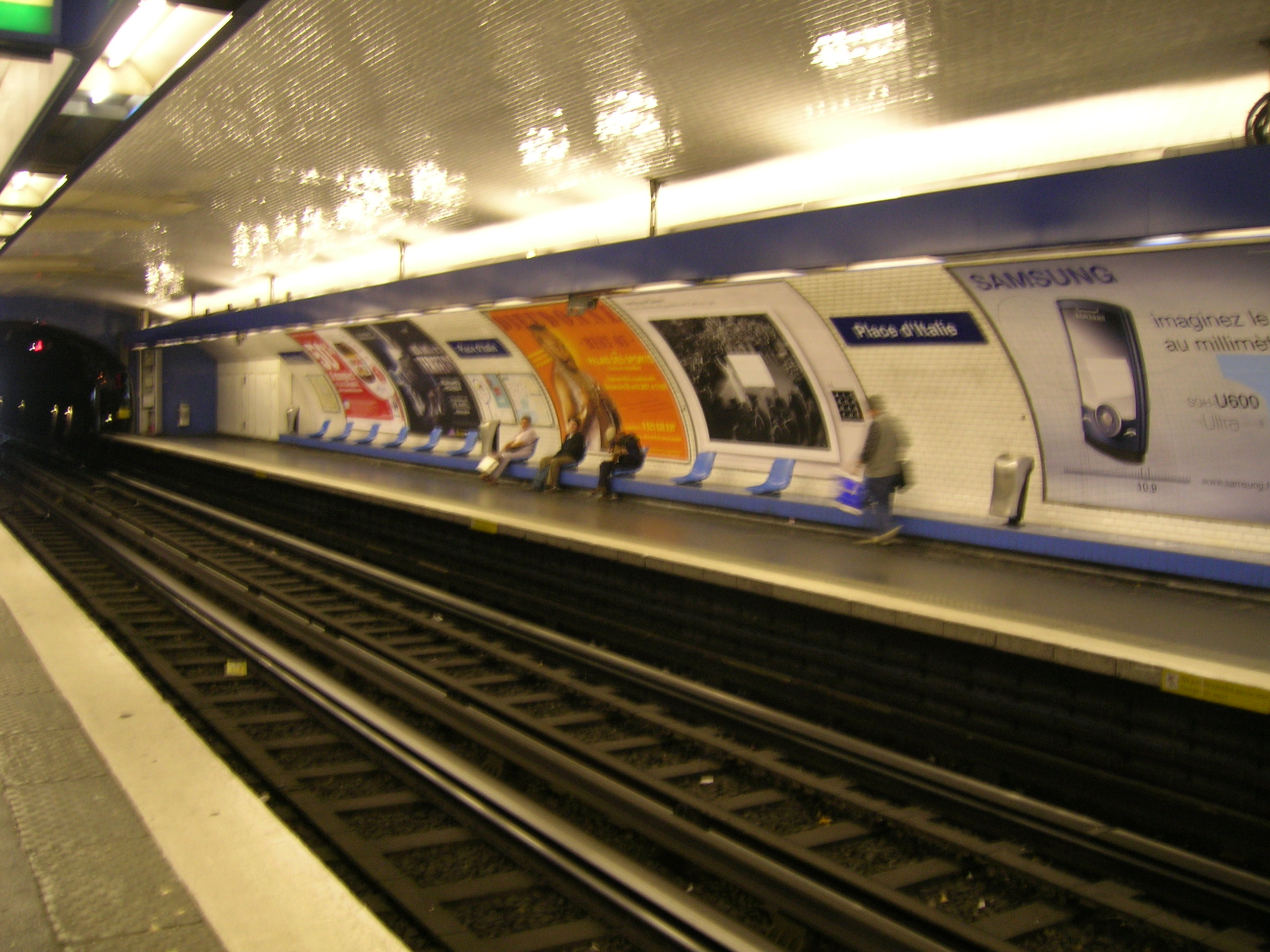
Зал линии 6
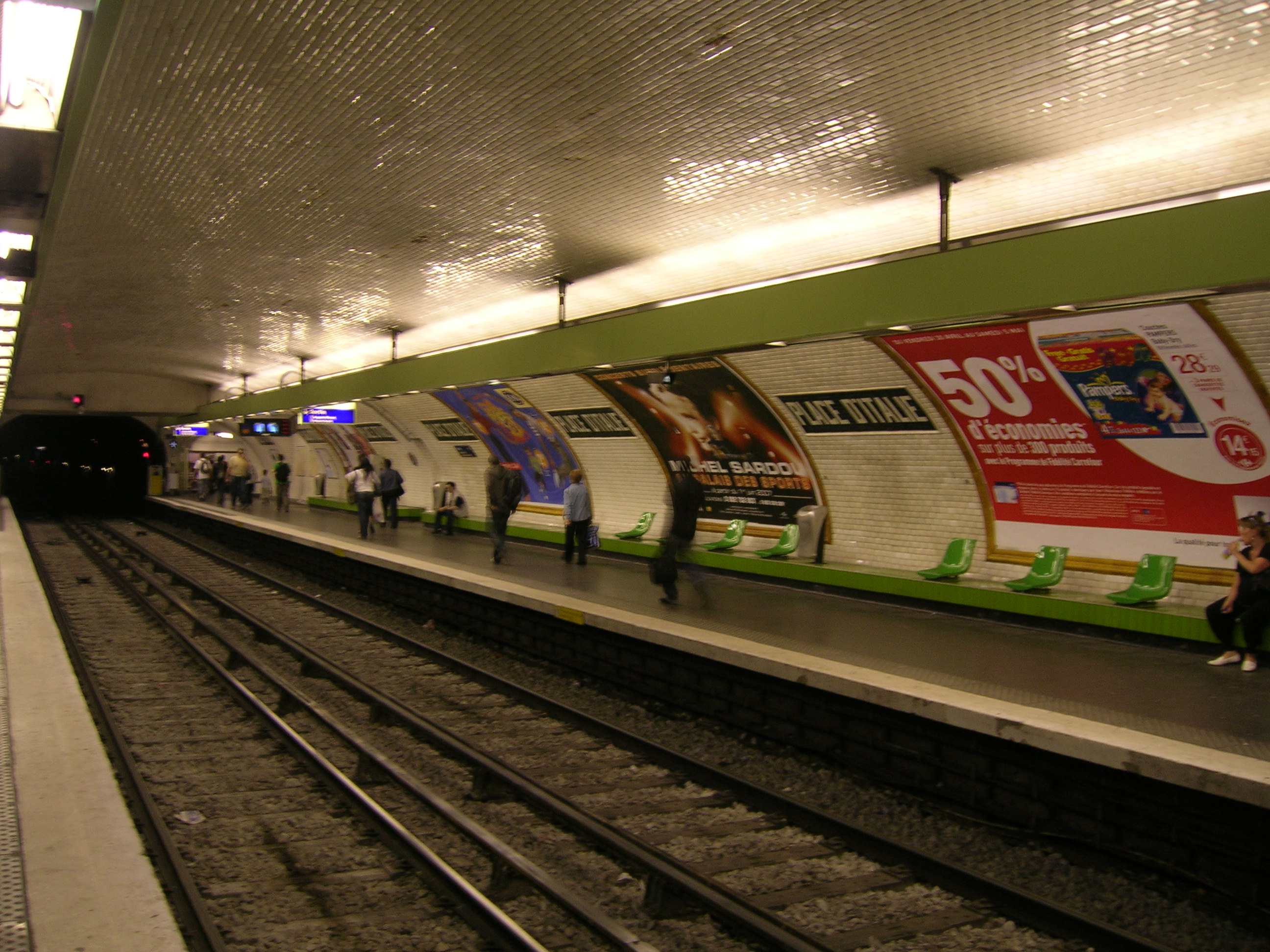
Зал линии 7
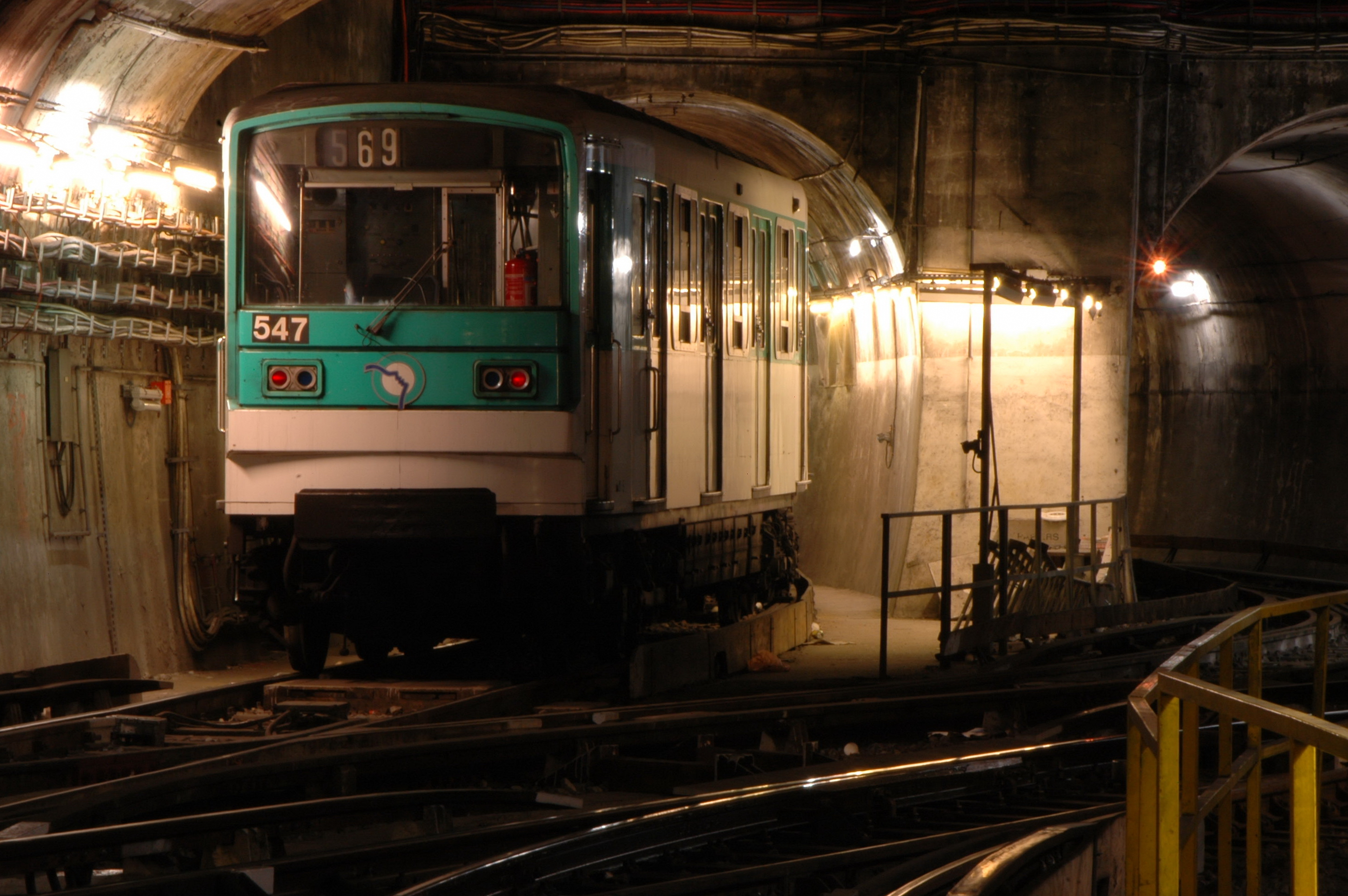
Состав модели MF 67 проследует развязку на линии 5
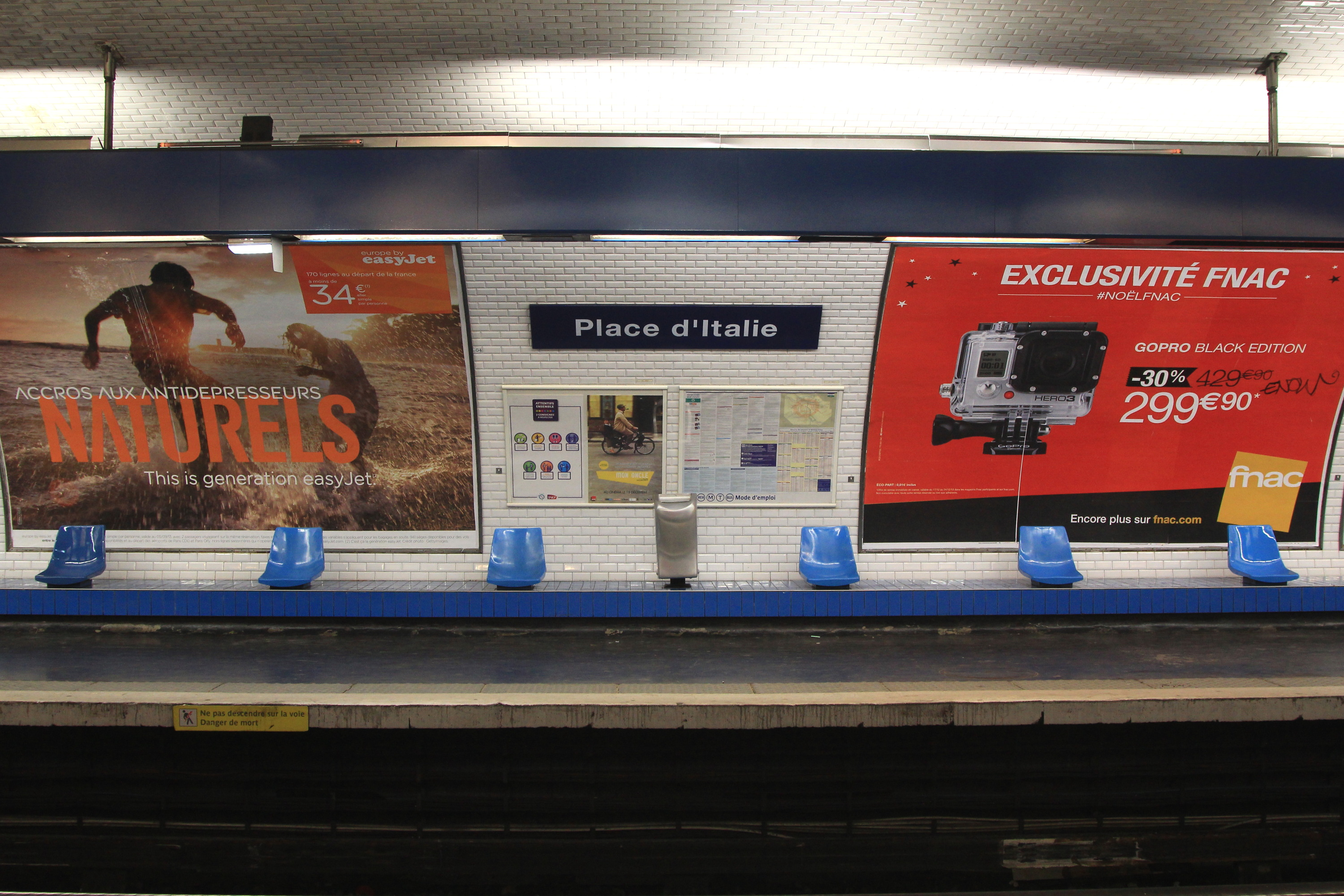
Вид на платформу линии 6 со станционной табличкой
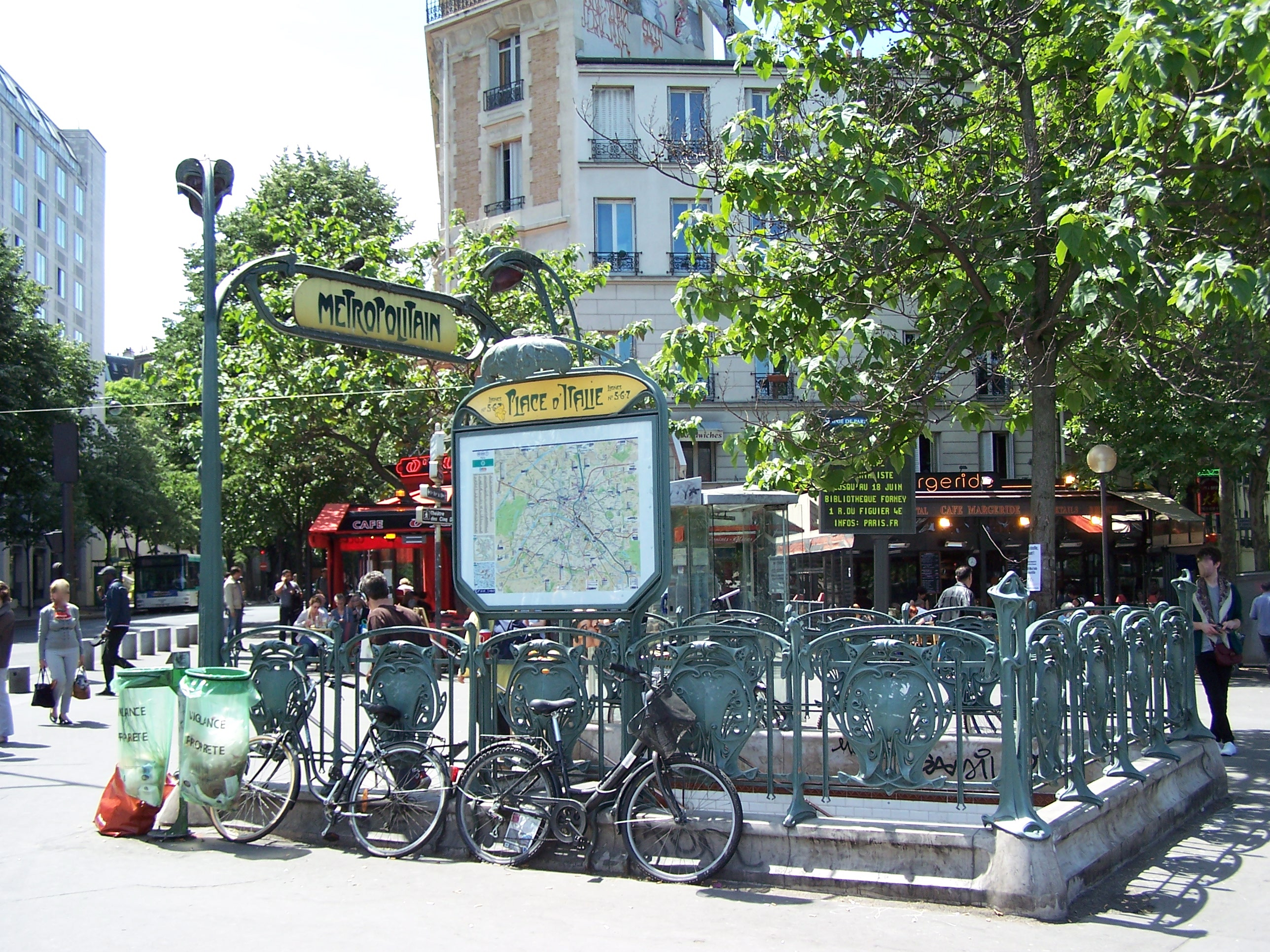
Лестничный сход
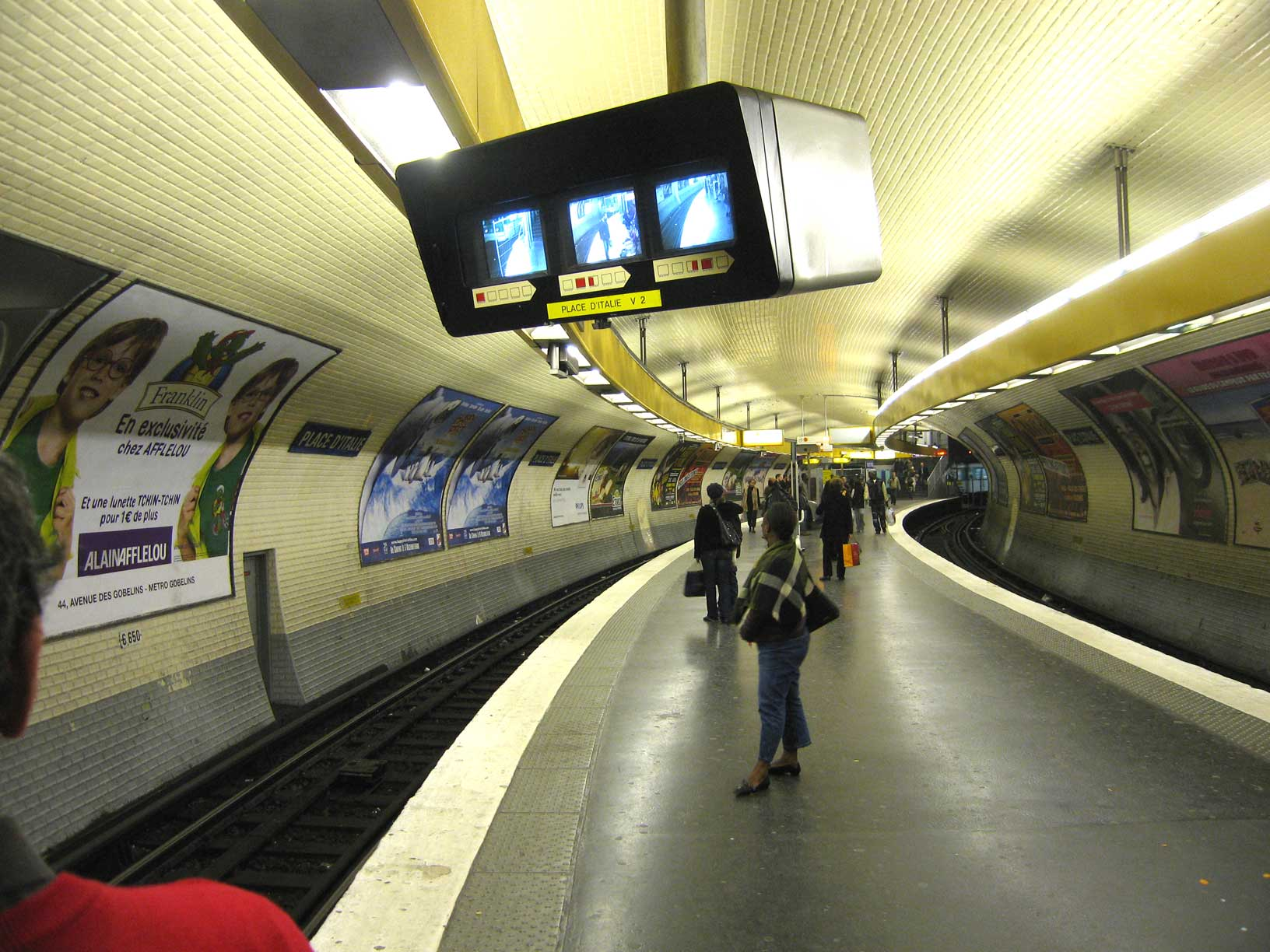
Платформа, на которой производится оборот поездов линии 5
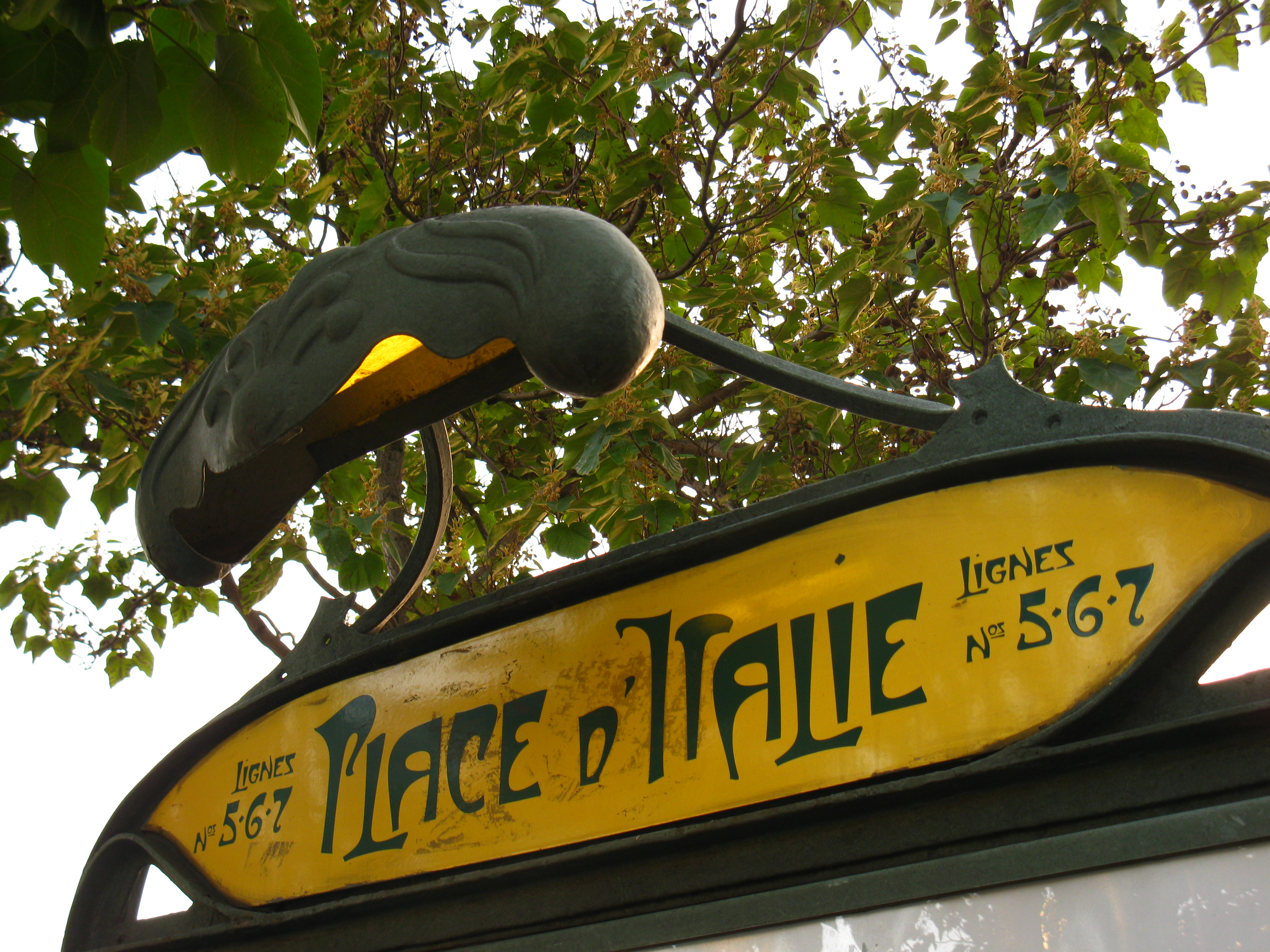
Вывеска на лестничном сходе, оформленная в стиле Эктора Гимара